# کلیر (آلاسکا)
کلیر (به انگلیسی: Clear) یک منطقهٔ مسکونی در ایالات متحده آمریکا است که در Denali Borough واقع شده‌است. کلیر ۱۵۷٫۸۹ متر بالاتر از سطح دریا واقع شده‌است.